# Walter B. Saul
Walter Biddle Saul (Philadelphia (Pennsylvania), 19 april 1954) is een Amerikaans componist en muziekpedagoog.

## Levensloop
Saul was in 1968 en 1969 BMI Student Composer Award winner en studeerde onder andere aan de bekende Eastman School of Music in Rochester (New York), waar hij in 1979 zijn Master of Music behaalde en in 1980 tot Doctor of Musical Art promoveerde. Aansluitend was hij adjunct professor voor compositie aan de Universiteit van Portland in Portland (Oregon). Later werd hij professor en hoofd van de muziek afdeling van het Warner Pacific College in Portland (Oregon). 
Als componist schrijft hij voor verschillende genres.

## Composities

### Werken voor orkest
- 1974 Metamorphosis, voor piano solo en orkest
- 1978 From Life to Greater Life, voor orkest

### Werken voor harmonieorkest
- Festive Overture
- Epilogue

### Vocale muziek
- Cry of the Untouchables
- Five Biblical Songs
- Visions of the Glory of God, voor sopraan en vibrafoon - tekst: Gerard Manley Hopkins

### Kamermuziek
- 1979 Divertimento, voor vier hoorns, vier trompetten, drie trombones, tuba en 2 piano's
- Advent, voor klarinet, marimba en piano
- Emmaus, voor dwarsfluit en marimba
- In memory and Hope of Mt. St. Helens, voor vibrafoon en piano
- In The Name of the Lord, voor marimba en piano
- Jesus of Nazareth the King of the Jews, voor marimba en piano
- On the Day of Pentecost, voor harp en slagwerkensemble

### Werken voor piano
- 1984 Sonata nr. 3
- Sonata nr. 4
- Toccata in C